# Apirexia

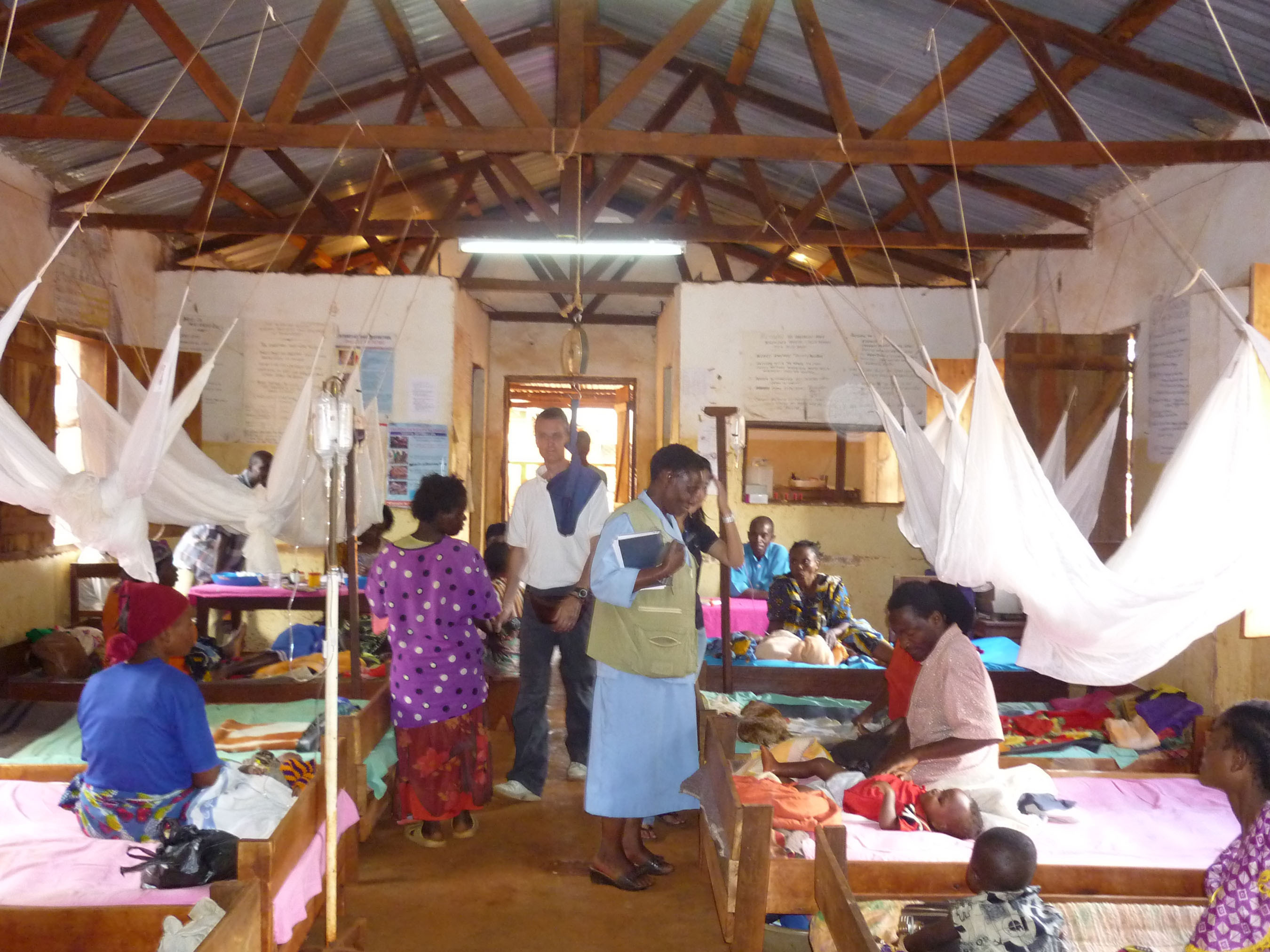
Una clínica de tratamiento de malaria humana en Tanzania.

En patología, apirexia, derivado del latín a-pyretus, proveniente del griego antiguo απυρεξια (de α-, sin, πυρεσσειν, tener fiebre, πυρ, fuego, fiebre), significa ausencia de fiebre para un ser humano: el cuerpo está a su temperatura normal (37 °C en promedio).
Generalmente se usa para notar la ausencia de fiebre en un contexto donde debería estar presente, o en el caso de un desarrollo favorable de la terapia para la fiebre.

## Casos de observación
Con la malaria, entre otras cosas, el cuerpo alterna entre hipotermia y fiebre. Entre estos períodos, se observa apirexia.
En forma de fiebre recurrente por garrapatas, debida a la espiroqueta Borrelia duttoni transmitida de animales a humanos por diversas garrapatas del género Ornithodoros, conocidas como centroafricanas, transmitidas por el fluido coxal de Ornithodorus moubata, el sujeto, tras un primer período febril de uno a dos días, presenta muy numerosas recurrencias, más de diez en ocasiones, separadas por apirexias de duración muy variable que pueden ir de un día a tres semanas.